# Dzikowice
Dzikowice is een plaats in het Poolse district  Żagański, woiwodschap Lubusz. De plaats maakt deel uit van de gemeente Szprotawa en telt 526 inwoners.

## Verkeer en vervoer
- Station Dzikowice